# Soay (St Kilda)
Soay (in gaelico scozzese Soaigh) è un isolotto disabitato appartenente all'arcipelago di Saint Kilda in Scozia. È il luogo originario di una razza ovina. L'isola costituisce inoltre il punto più occidentale della Scozia, se si esclude il grande scoglio roccioso di Rockall, la cui sovranità è contesa tra quattro nazioni.

## Geografia
Soay è situata a circa 40 miglia a Nord-Ovest da North Uist, nell'Oceano Atlantico. Si trova a circa 2 km a Nord-Ovest da Hirta, dalla quale è separata dallo stretto di mare denominato Sound of Soay. Due grandi scogli rocciosi appuntiti, Stac Shoaigh (Soay Stac 61 m) e Stac Biorach (73 m), si trovano in questo stretto corridoio di mare. Soay copre una superficie di circa 96.8 ettari e raggiunge l'altezza di 378 metri nel suo punto più elevato in cui le scogliere si gettano a picco nel mare.
L'isola è costituita da rocce sedimentarie clastiche (breccia) di gabbro e dolerite. È formata da una singola montagna che si eleva dal fondale marino senza che sia avvenuta alcuna erosione provocata dall'acqua di mare nel corso dei millenni.
Insieme al resto dell'arcipelago, Soay appartiene al National Trust for Scotland, e gestito dall'ente Scottish Natural Heritage come riserva naturale e incluso nel sito del Patrimonio dell'Umanità di St Kilda. È improbabile che l'isola abbia avuto abitazioni permanenti. Gli uomini di Hirta sarebbero rimasti pochi giorni su Soay per radunare le pecore.

## Natura
Le cosiddette pecore di Soay sono i più vecchi animali addomesticati in Europa e sono rimaste senza cambiamenti genetici sin dai tempi del Neolitico. Vennero inizialmente portate a Soay intorno al 5000 a.C. Vennero selezionate per la loro lana che può essere ricavata senza la classica tosatura ed utilizzata per creare tessuti in tweed. Solo in alcune occasioni queste pecore vennero uccise per la loro carne. 
Le pecore sono ora anche lasciate pascolare liberamente sull'isola di Hirta.
Le scogliere circostanti costituisco inoltre l'habitat naturale per la nidificazione di alcune specie di uccelli, come la berta minore, la gazza marina, lo stercorario maggiore, l'uccello delle tempeste codaforcuta e pulcinella di mare.

## Andy Strangeway
Il 28 agosto 2007 Andy Strangeway approdò a Soay. Egli è considerato la sola persona, e finora unica, ad essere approdato nei quattro punti estremi della Scozia:
- Ovest – Soay, St Kilda – 28 agosto 2007
- Sud – Mull of Galloway – 31 marzo 2009
- Est – Bound Skerry, Shetland – 2 agosto 2009
- Nord – Out Stack, Shetland – 8 agosto 2009

## Galleria d'immagini

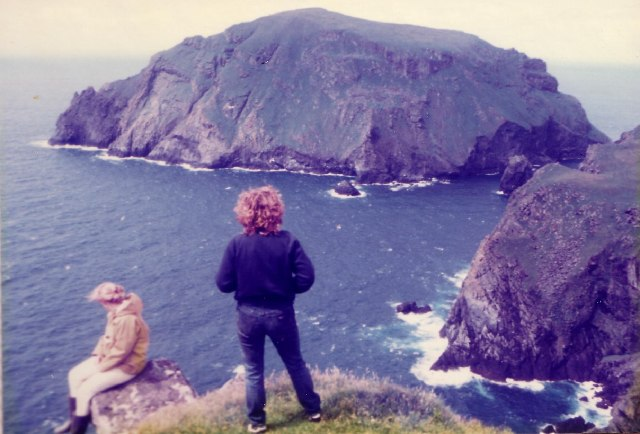
Soay ripresa da Hirta
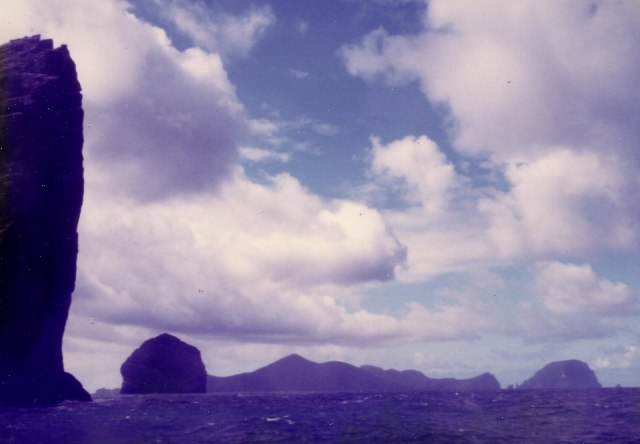
Soay e Hirta viste da Stac an Armin
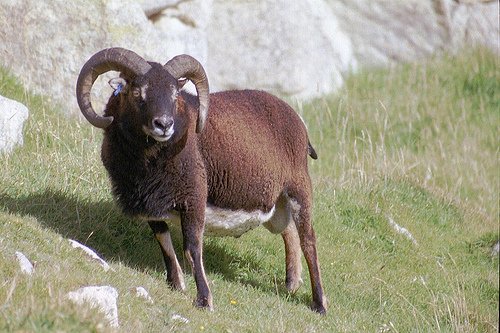
Pecora di Soay